# AS Maniema Union
El AS Maniema Union es un equipo de la República Democrática del Congo que juega en la Linafoot, la liga de fútbol más importante del país.

## Historia
Fue fundado en año 2005 en la localidad de Maniema y nunca ha sido campeón de liga en su historia, aunque sí ha ganado títulos Regionales, ya que ganó el título de la Liga Provincial de Maniema en 2 ocasiones y ganó la Copa de Congo en dos ocasiones.
A nivel internacional ha participado en 2 torneos continentales, el primero de ellos fue la Copa Confederación de la CAF 2008, donde fue eliminado en la Primera Ronda por el Les Astres de Camerún.
Su última temporada en la Linafoot había sido la de 2008-09, cuando quedó en el 8.º lugar, hasta que en la temporada 2016/17 gana la Copa de Congo al vencer en la final al Saint Eloi Lupopo en penales y con ello regresa a Linafoot para la temporada 2017/18.

## Palmarés
- Liga Provincial de Maniema: 2

2006, 2008
- Copa del Congo: 3

2007, 2016/17, 2018/19

## Participación en competiciones de la CAF
| Temporada | Torneo                       | Ronda      | Club                 | Casa | Visita | Global      |
| --------- | ---------------------------- | ---------- | -------------------- | ---- | ------ | ----------- |
| 2008      | Copa Confederación de la CAF | Preliminar | Akonangui FC         | 3-0  | 0-0    | 3-0         |
| 2008      | Copa Confederación de la CAF | 1          | Les Astres FC        | 0-0  | 0-2    | 0-2         |
| 2018      | Copa Confederación de la CAF | Preliminar | AS Mangasport        | 1-1  | 1-0    | 2-1         |
| 2018      | Copa Confederación de la CAF | 1          | USM Alger            | 2-2  | 1-1    | 3-3 (v)     |
| 2018/19   | Copa Confederación de la CAF | Preliminar | AS Pélican           | 1-1  | 1-1    | 2-2 (1-4 p) |
| 2020/21   | Copa Confederación de la CAF | Preliminar | Bloemfontein Celtic  | 2-0  | 0-2    | 2-2 (2-3 p) |
| 2021/22   | Liga de Campeones de la CAF  | 1          | Bouenguidi Sport     | 2-0  | 1-1    | 3-1         |
| 2021/22   | Liga de Campeones de la CAF  | 2          | Mamelodi Sundowns FC | 2-2  | 0-2    | 2-4         |
| 2021/22   | Copa Confederación de la CAF | Playoff    | Pyramids FC          | 0-1  | 0-1    | 0-2         |